# Arctoconopa bifurcata
Arctoconopa bifurcata är en tvåvingeart som först beskrevs av Alexander 1919.  Arctoconopa bifurcata ingår i släktet Arctoconopa och familjen småharkrankar. Inga underarter finns listade i Catalogue of Life.